# Copi
Pour l’article ayant un titre homophone, voir Coppi.
Pour les articles homonymes, voir Copi (homonymie).
Raúl Damonte Botana, dit Copi, est un romancier, dramaturge et dessinateur argentin francophone, figure majeure du mouvement gay, né le 20 novembre 1939 à Buenos Aires et mort le 14 décembre 1987 à Paris.

## Biographie

### Jeunesse
Élevé en grande partie à Montevideo (Uruguay), dans une famille argentine parfaitement francophone dont le père est directeur de journal et député anti-péroniste, tirant peut-être du goût de ce dernier pour la peinture un talent précoce pour le dessin, Raúl Damonte Botana collabore dès l’âge de 16 ans au journal satirique Tía Vicenta.
Sa carrière d'écrivain débute en Argentine, à Buenos Aires, avec sa première pièce, Lamento pour un ange, qu'il fait lire en public, en 1961.

### Exil et installation à Paris
Les activités politiques de son père l’obligent à s'exiler en sa compagnie à Haïti puis à New York.
En 1962, il le quitte pour s’installer à Paris dans l’espoir d’y vivre de sa passion, le théâtre. Mais sa maîtrise imparfaite du français le conduit à vivre dans un premier temps du dessin. Sous le nom de « Copi », il entre alors à Twenty, puis à Bizarre. C'est dans cette dernière revue qu’à l’automne 1964, Serge Lafaurie, à la recherche d’une bande dessinée pour Le Nouvel Observateur, le remarque.

S’il amorce alors sa collaboration à l’hebdomadaire de la rue d’Aboukir, il dessine aussi pour Hara-Kiri, Charlie Hebdo et leur homologue italien, Linus. Se distinguant par un graphisme aigu et un humour surréaliste, il atteint la notoriété dans la série La Dame assise avec son personnage de dame assise au gros nez et aux cheveux raides qui, figée sur sa chaise, monologue, ou dialogue avec un volatile informe. Selon Marilú Marini, 

« [il a] créé son exact opposé avec cette femme pleine d’a priori qui veut rester sur sa chaise sans bouger, car tout ce qui peut ébranler ses convictions est pour elle un grand danger. »

En 1967, il est avec Guido Crepax et Jules Feiffer le premier auteur de bande dessinée à recevoir un prix de bande dessinée remis en Europe, la Tour Guinigi d'or remise lors du Salon international des bandes dessinées de Lucques.
Avec les revenus qu’il tire du dessin, il peut ainsi se consacrer au théâtre en compagnie de ses amis Víctor García, Alejandro Jodorowsky et Jérôme Savary qui est le premier, en 1964, à monter de courtes pièces qu’il a écrites. Jorge Lavelli prend la suite en montant Sainte Geneviève dans sa baignoire, La Journée d'une rêveuse au Lutèce (1966) et L'Homosexuel ou la Difficulté de s'exprimer (1967) où Copi joue lui-même un travesti délirant. En 1985, c'est aussi Lavelli qui crée au festival d'Avignon La Nuit de Madame Lucienne, avec Maria Casarès.
S’il dénonce le régime argentin, comme dans Eva Perón (monté à Buenos Aires en 1970), il est aussi proche du mouvement du Front homosexuel d'action révolutionnaire (FHAR) qui traduit un rapprochement entre l'extrême gauche maoïste et les homosexuels.
Compagnon de Guy Hocquenghem, figure de proue du mouvement gay, il suit ce dernier à Libération où, avec Jean-Luc Hennig, Christian Hennion ou la militante trans Hélène Hazera, ils forment à partir de 1973 un petit groupe d’homosexuels au sein de la rédaction. L'été 1979, de juin à août, il dessine une petite créature inventée sur mesure pour le quotidien : Libérett'. Ses dessins politico-pornographiques, mâtinés d'humour noir et franchement potaches, réagissent à l'actualité en s'en moquant et font rapidement scandale. Un terme est mis à l'aventure Libérett' dès la fin du mois d'août 1979. Libération rappellera pourtant Copi en 1982 où il reviendra avec un autre personnage, plus sage cette fois-ci, Kang le kangourou, dont les dessins seront compilés plus tard dans un album du même nom.

### Mort
Auteur de nombreuses pièces dans la seconde moitié des années 1970 et la première partie des années 1980, Copi meurt des suites du sida à 48 ans en 1987, alors qu'il était en pleine répétition d’Une visite inopportune, dont le personnage principal est un malade du sida qui se meurt dans un hôpital.

## Œuvres

### Romans et nouvelles
- L'Uruguayen, Christian Bourgois, 1973
- Le Bal des folles, Christian Bourgois, 2021 (1re éd. 1977) (présentation en ligne)
- Une langouste pour deux (recueil de nouvelles), Christian Bourgois, 1978
- La Cité des rats, Belfond, 1979
- La Vie est un tango, Hallier, 1979
- La Guerre des pédés, Albin Michel (1re éd. 1982)  — nouvelle éd., Christian Bourgois, 2023 [présentation en ligne]
- Virginia Woolf a encore frappé, Persona, 1983
- L'Internationale argentine (recueil de nouvelles), Belfond, 1988

### Théâtre
- 1968 : La journée d'une rêveuse, Christian Bourgois
- 1969 : Eva Perón, Christian Bourgois
- 1971 : L'Homosexuel ou la Difficulté de s'exprimer, Christian Bourgois ; nouvelle éd[10]. Christian Bourgois, 2022
- 1973 : Les Quatre Jumelles, Christian Bourgois
- 1973 : Loretta Strong, Christian Bourgois
- 1975 : La Pyramide, Christian Bourgois
- 1978 : La Tour de la Défense, Christian Bourgois
- 1983 : Le Frigo (avec des photographies de Jorge Damonte[11]), Persona
- 1985 : La Nuit de Madame Lucienne, L'Avant-scène théâtre, n°773 / 1986 dans Copi, théâtre complet, Christian Bourgois
- 1986 : Les Escaliers du Sacré-Cœur, dans Copi, théâtre complet, Christian Bourgois
- 1988 : Une visite inopportune (avec des textes de Cavanna, Michel Cournot, Guy Hocquenghem, Jorge Lavelli et Jacques Sternberg), Christian Bourgois
- 1993 : Cachafaz (bilingue), Actes Sud-Papiers
- 1999 : L'Ombre de Venceslao, Éditions Théâtrales
- 2024 : Lamento pour un ange, traduit de l'espagnol (Argentine) par Laurey Braguier et Thibaud Croisy. Édition, notes et postface de Thibaud Croisy, Christian Bourgois éditeur.

### Bandes dessinées
- 1965 : Copi (préf. Michel Laclos), Julliard
- 1966 : Les poulets n'ont pas de chaise, Éditions Denoël
- 1971 : Copi, 10/18
- 1973 : Le Dernier Salon où l'on cause, Éditions du Square
- 1975 : Et moi, pourquoi j'ai pas de banane ?, Éditions du Square
- 1977 : Les Vieilles Putes, Éditions du Square
- 1978 : Du côté des violés, Éditions du Square
- 1981 : La Femme assise, Éditions du Square
- 1984 : Kang, Dargaud, 75 p.  (ISBN 978-2205025774)
- 1984 : Sale crise pour les putes, Éditions Albin Michel, coll. « L'Écho des savanes »
- 1986 : Le Monde fantastique des gays, Glénat
- 2002 : Un livre blanc, Buchet/Chastel, 160 p.  (ISBN 2283019168)
- 2014 : Les filles n'ont pas de banane, préface de Delfeil de Ton, Éditions de l'Olivier/Cornélius, coll. « Olivius », 272 p.  (ISBN 9782823603484)
- 2014 : Vive les pédés, préface de Thibaud Croisy, Éditions de l'Olivier/Cornélius, coll. « Olivius », 272 p.

### Illustration
Copi et Michel Corvin (ill. Copi), Petite folie collective (Anthologie), Tchou, 1966 (lire en ligne)

## Filmographie (acteur)
- 1967 : Le Labyrinthe, téléfilm de Jérôme Savary et Klaus Steller
- 1975 : Le Boucher, la Star et l'Orpheline de Jérôme Savary
- 1979 : Royal Opera, court métrage de Lionel Soukaz et Guy Hocquenghem
- 1979 : Race d'Ep de Lionel Soukaz et Guy Hocquenghem
- 1982 : Maman que man de Lionel Soukaz

## Mises en scène notables
- 1962 : Un ángel para la señora Lisca, Buenos Aires, mes[12] de Copi
- 1966 : Sainte Geneviève dans sa baignoire, mes de Jorge Lavelli, Le Bilboquet
- 1966 : L'Alligator, le thé, mes de Jérôme Savary, festival international de l'UNEF
- 1967 : La Journée d'une rêveuse, mes de Jorge Lavelli, Théâtre de Lutèce
- 1970 : Eva Perón, mes d'Alfredo Arias, Théâtre de l'Épée de Bois
- 1971 : L'Homosexuel ou la Difficulté de s'exprimer, mes de Jorge Lavelli, Théâtre de la Cité universitaire
- 1973 : Les Quatre Jumelles, mes de Jorge Lavelli, Le Palace
- 1974 : Loretta Strong, mes de Javier Botana, Théâtre de la Gaîté-Montparnasse
- 1975 : La Pyramide, mes de Copi, Le Palace
- 1975 : La Coupe du monde, mes de Copi, Théâtre Le Sélénite
- 1978 : L'Ombre de Venceslao, mes de Jérôme Savary, Festival de La Rochelle
- 1981 : La Tour de la Défense, mes de Claude Confortès, Théâtre Fontaine
- 1983 : Le Frigo, Théâtre Fontaine
- 1985- 1986 : La Nuit de Madame Lucienne, mes de Jorge Lavelli, Festival d'Avignon, Théâtre de la Commune à Aubervilliers
- 1988 : Une visite inopportune, mes de Jorge Lavelli, Théâtre national de la Colline
- 1990 : Les Escaliers du Sacré-Cœur, mes d'Alfredo Arias, Théâtre de la Commune d'Aubervilliers
- 1993 : Cachafaz (trad. René de Ceccatty), créé par Alfredio Arias au Théâtre national de la Colline
- 1996 : L'Homosexuel ou la Difficulté de s'exprimer, mes de Philippe Adrien, Théâtre de la Tempête
- 1997 : L'Homosexuel ou la Difficulté de s'exprimer, mes de Philippe Adrien, Théâtre national de Sarajevo Prix d'interprétation masculine du festival international de Sarajevo pour Christophe Reymond.
- 1999 : Le Frigo (suivi de la reprise de La Femme assise), mes d'Alfredo Arias, Théâtre national de Chaillot
- 2000-2001 : L'ombre de Venceslao, mes de Jorge Lavelli, Théâtre de la Tempête et Théâtre du Rond Point
- 2002 : La Tour de la Défense, mes de Christophe Reymond, Théâtre de la Tempête
- 2005 : La Tour de la Défense, mes de Marcial Di Fonzo Bo, MC93 Bobigny
- 2006 : Les poulets n'ont pas de chaise, mes par Marcial Di Fonzo Bo d'après La Femme assise, Festival d'Avignon
- 2015-2016 : La Journée d'une rêveuse (et autres moments), adaptation par Pierre Maillet de la pièce La Journée d'une rêveuse et du roman inédit Rio de la Plata, mes Pierre Maillet, Théâtre des Célestins, Comédie de Caen, Théâtre de la Cité TNT
- 2016-2018 : L'Ombre de Vanceslao, version opéra, mis en scène de Jorge Lavelli
- 2019 : 40° sous zéro, diptyque de L'Homosexuel ou la Difficulté de s'exprimer et Les Quatre Jumelles, mes de Louis Arene avec la compagnie du Munstrum Théâtre, La Filature (Mulhouse) et Le Monfort (Paris)
- 2020 : La Nuit de Madame Lucienne, mes de Thomas Jolly, Le Quai (Angers)
- 2022 : L'Homosexuel ou la difficulté de s'exprimer, mise en scène de Thibaud Croisy, Comédie de Clermont-Ferrand, TU Nantes, Théâtre de Gennevilliers, Théâtre de la Cité internationale (Paris), La Criée (Marseille), La Bâtie (Festival de Genève)

### Postérité
Depuis 2020, le metteur en scène Marcial Di Fonzo Bo monte l'intégrale de Copi et compte parmi ses comédiens Pierre Maillet, Élise Vigier, Marina Foïs, Philippe Marteau.

## Hommage
Lors de la séance de décembre 2018, le Conseil de Paris vote le vœu de l'apposition d'une plaque commémorative en sa mémoire rue Cauchois, dans le 18e arrondissement.

#### Témoignages
- Jorge Damonte (préf. Christian Bourgois, ill. photos noir et blanc Jorge Damonte), Copi, Paris, Christian Bourgois éditeur, 7 mars 1990, 96 p., 24,5 cm × 31 cm, relié (cartonnage), in-8 (ISBN 2-267-00799-1)Textes rassemblés par Jorge Damonte, frère de Copi ; avec, entre autres témoignages, ceux de Alfredo Arias, Michel Cournot, Jorge Lavelli, Myriam Mézières, Jérôme Savary.

#### Études
- Claudine Vigouroux, « Une visite inopportune », dans Michel Vinaver (dir.), Écritures dramatiques. Essais d'analyse de textes de théâtre, Arles, Actes Sud, 1993 (ISBN 978-2742729012).
- Isabelle Barbéris, Catherine Dousteyssier-Khoze (dir.) et Floriane Place-Vergnes (dir.), « Copi, le travestissement entre parodie et vanité », Modern French Identities, Berne, Peter Lang, no 55 « Poétiques de la parodie et du pastiche de 1850 à nos jours »,‎ 2006 (ISBN 9783039107438).
- Isabelle Barbéris, Florence Fix (dir.) et Frédérique Toudoire-Surlapierre (dir.), « L’Épopée verbale de Loretta Strong », dans Le Monologue au théâtre (1950-2000). La Parole solitaire, Dijon, Éditions universitaires de Dijon, coll. « Écritures », 2006 (ISBN 291555255X).
- Antony Hickling, « Copi au travers du "Queer" et le "Queer" au travers de Copi », mémoire de master recherche de 2e année en études théâtrales : Paris 8 : 2007 Université Paris-VIII-Vincennes-Saint-Denis sous la direction de Claude Amey (voir sur sudoc.abes.fr.)
- Olivier Neveux, « Rire comme une folle… Sur d’éventuels effets politiques de la parodie La Tour de la Défense de Copi », Recherches et Travaux, Grenoble, Université Stendhal-Grenoble 3, no 69 « Du comique dans le théâtre contemporain »,‎ 2007 (ISBN 9782843100994).
- Martine Gossieaux, « Copi », dans La Passion du dessin d'humour, Paris, Éditions Buchet-Chastel, coll. « Les Cahiers Dessinés », 2008 (ISBN 9782283022696), p. 78-81.
- Isabelle Barbéris et Thibaud Croisy, « Copi, la mémoire au frigo », sur Rue89, nouvelobs.com, 2 avril 2013.
- Lionel Souquet, « L'Immoderato cantabile d'un Argentin francophone », in Littératures en mutation, écrire en situation bilingue, sous la direction de Françoise Morcillo et de Catherine Pélage, Orléans, éditions Paradigme, 2013, p. 131-158.
- Thibaud Croisy, « Le temps d'un été, Copi libère "Libé" », blog du Monde diplomatique, juillet 2013.
- Isabelle Barbéris, Les Mondes de Copi, Machines folles et chimères, ed. Ôrizons, Paris, 2014.
- Thibaud Croisy, « Mais si, Bibine, les pédés font leur strip ! », dans Vive les pédés, Copi, Éditions de l'Olivier/Cornélius, coll. « Olivius », 2014, p. 5-14.
- Lionel Souquet, Copi et Puig, ovnis du théâtre argentin ?, ILCEA, 22| 2015, mis en ligne le 1er mars 2015.
- Thibaud Croisy, « Copi, ou les métamorphoses du mauvais esprit », in Contre-cultures 1969-1989 – L'Esprit français, sous la direction de Guillaume Désanges et François Piron, La Découverte/La Maison Rouge, 2017, p. 170-179.
- Thibaud Croisy, « Une folle au pays des merveilles », postface au Bal des folles de Copi, Christian Bourgois éditeur, 2021, p. 165-189.
- Thibaud Croisy, « Homosexuel, vraiment ? », postface à L'Homosexuel ou la difficulté de s'exprimer suivi des Quatre Jumelles, Christian Bourgois éditeur, 2022, p. 119-156.
- Thibaud Croisy, « Copi ou la difficulté de l'éditer », Trou Noir, mis en ligne le 28 avril 2022.
- Thibaud Croisy / Clément Ribes, « Un vieux rêve d'enfant », mis en ligne le 17 mai 2022.
- Thibaud Croisy, « Se travestir par la parole. Le travestissement dans l'œuvre de Copi », Artcena, mis en ligne le 6 septembre 2022.
- Thibaud Croisy, « Les "pédés" ou comment s'en débarrasser », postface à La Guerre des pédés de Copi, Christian Bourgois éditeur, 2023, p. 149-175.
- Thibaud Croisy, « Copi » (notice illustrée sur la représentation du sida dans l'œuvre de Copi), in Aux temps du sida. Œuvres, récits et entrelacs, sous la direction d'Estelle Pietrzyk, éditions des musées de Strasbourg, 2023, p. 60-63.
- Thibaud Croisy, "A Queen in Wonderland" (version révisée et actualisée de la postface au Bal des folles de 2021), traduit par Olivia Baes, in The Queens'Ball de Copi, traduit par Kit Schluter, New York, Inpatient Press, 2024, p. 165-197.
- Thibaud Croisy, « Dans la nuit noire de la sexualité », postface à Lamento pour un ange de Copi, Christian Bourgois éditeur, 2024, p. 141-166